# Робърт Блох
Робърт Албърт Блох (на английски: Robert Albert Bloch, фамилията на немски) е американски писател на научна фантастика.

## Биография и творчество
Робърт Блох е роден на 5 април 1917 г. в Чикаго, щат Илиноис и като малък е почитател на творчеството на Хауърд Лъвкрафт. Водел е лична кореспонденция с Лъвкрафт. Първият разказ на Блох – „Lilies“ излиза през 1934 г. на страниците на полупрофесионалното списание „Marvel Tales“. През следващите 10 години тоя пише усилено кратки произведения, които публикува в различни списания. Произведенията му от този период са основно разкази на ужаса и фентъзи. Някои от тези разкази са написани в съавторство с Хенри Катнер. Първата книга на Блох е издадена през 1945 г. във Великобритания. Още същата година издателство „Arkham House“ издава голям сборник с разказите му под заглавието „The Opener of the Way“.
През 1950-те години Блох продължава да пише и публикува разкази. Неговият разказ „That Hell-Bound Train“, който е публикуван през 1958 г. получава награда Хюго. Неговият първи роман – „This Crowded Earth“ излиза през 1958 г. Вторият му роман – „Psycho“ (1959) става основа на едноименния филм на Алфред Хичкок. През 1960-те и 1970-те Робърт Блох си сътрудничи с Холивуд и за този период взима участие като сценарист в над 15 филма. В края на 1970-те години той се завръща към жанра в който е пишел в началото на кариерата си като започва да пише романи на ужасите.
През 1975 г. получава наградата „World Fantasy Award“ за особен принос фантастиката. Той е четирикратен носител на премията на Брам Стокър. За голямото си творчество в областта на фантастиката е награден с награда „Хюго“.
През август 1994 г. Блох публикува своя собствен некролог и месец по-късно умира от рак в Лос Анжелис.

## Произведения

### Самостоятелни романи
- The Scarf (1947)
- The Kidnapper (1954)
- Spiderweb (1954)
- The Will to Kill (1954)
- The Shooting Star (1958)
- This Crowded Earth (1958)
- The Dead Beat (1960)
- Firebug (1961)
- The Couch (1962)
- The Star Stalker (1968)
- The Todd Dossier (1969) – като Колиър Йънг
- It's All in Your Mind (1971)
- Night-World (1972)
- American Gothic (1974)
- The Cunning (1979) – издаден и като „There Is a Serpent in Eden“
- The Night of the Ripper (1984)
- Lori (1989)
- The Jekyll Legacy (1990) – с Андре Нортън

### Серия „Психо“ (Psycho)
1. Psycho (1959) 
Психо, изд.: Ирис, София (1992), прев. Николай Аретов
2. Psycho II (1982) 
Психо ІІ, изд.: Ирис, София (1993), прев. Ралица Ботева, Таня Царвуланова
3. Psycho House (1990) – издаден и като „Psycho III“

### Документалистика
- Once Around the Bloch: An Unauthorized Autobiography (1993)
- The Eighth Stage of Fandom (2001)